# Phenacoccus psidiarum
Phenacoccus psidiarum är en insektsart som beskrevs av Cockerell 1903. Phenacoccus psidiarum ingår i släktet Phenacoccus och familjen ullsköldlöss. Inga underarter finns listade i Catalogue of Life.